# Decote (canção)
"Decote" é uma canção da cantora brasileira Preta Gil com a participação do cantor e drag queen brasileiro Pabllo Vittar, contida no álbum Todas as Cores (2017). Foi lançada como primeiro single do álbum em 8 de agosto de 2017 pela gravadora DGE Entertainment, pertencente a artista principal.

## Composição
Composta por Pablo Bispo, Yuri Drummond e Rodrigo Gorky, inicialmente a canção estaria no primeiro álbum de estúdio de Vittar, Vai Passar Mal (2017), porém foi descartada do projeto.[carece de fontes?]

## Vídeo musical
O vídeo da canção foi liberado no YouTube no dia 8 de agosto de 2017. O vídeo contém pessoas dançando em vários lugares, entre eles um beco de rua e uma boate. Foi gravado nas ruas do Rio de Janeiro.

## Promoção
Em 9 de agosto de 2017, Gil e Vittar performaram a canção no talk show Encontro com Fátima Bernardes da Rede Globo.

## Lista de faixas
| Download digital |          |                                           |         |  |
| N.º              | Título   | Compositor(es)                            | Duração |  |
| 1.               | "Decote" | Pablo Bispo, Yuri Drummond, Rodrigo Gorky | 2:58    |  |

## Vendas e certificações
| Região                                                                                             | Certificação | Vendas  |
| -------------------------------------------------------------------------------------------------- | ------------ | ------- |
| Brasil (Pro-Música Brasil)                                                                         | Ouro         | 40,000* |
| *números de vendas baseados somente na certificação ^distribuições baseadas apenas na certificação |              |         |

## Ficha técnica
- Preta Gil — Voz
- Pabllo Vittar — Voz
- Pablo Bispo — composição
- Rodrigo Gorky — composição
- Yuri Drummond — composição